# G.726
Le G.726 est une norme de compression audio de l'UIT-T, utilisée en téléphonie fixe.
Elle utilise une "modulation par impulsions et codage différentiel adaptatif" (MICDA) à 40, 32, 24 ou 16 kbit/s.